# Brignano-Frascata
Brignano-Frascata (piemontiul: Bërgnàu e Frascà) település Olaszországban, Piemont régióban, Alessandria megyében. Lakosainak száma 423 fő (2023. január 1.). Brignano-Frascata Casasco, Cecima, Dernice, Garbagna, Gremiasco, Momperone és San Sebastiano Curone községekkel határos.

## Népesség
A település népessége az elmúlt években az alábbi módon változott:
| Lakosok száma | 450  | 433  | 423  |
|               | 2017 | 2018 | 2023 |